# Гарси Ордонес де Монталво
Гарси Родригес де Монталво (на испански: Garci Rodríguez de Montalvo) е испански писател, автор на рицарски романи.
Написал е широко разпространявания рицарски роман „Амадис Галски“.